# Internet2
Internet2 (I2) o UCAID (University Corporation for Advanced Internet Development) es un consorcio sin ánimo de lucro que desarrolla aplicaciones y tecnologías de redes avanzadas, la mayoría para transferir información a alta velocidad. El consorcio Internet2 opera la Red Internet2, una red telemática desarrollada principalmente por universidades estadounidenses que utiliza fibra óptica y provee servicios de red para la investigación y la educación, otorgando una red de prueba segura y un ambiente de investigación. A finales de 2007, Internet2 comenzó a operar su más reciente Red de Circuito Dinámico (DCN), el Internet2 DCN, una tecnología avanzada que permite la asignación de circuitos de datos en la red de fibra óptica basándose en el usuario.
La comunidad de Internet2 desarrolla e implementa tecnologías de red para el futuro de Internet. Estas tecnologías incluyen herramientas para la medición y gestión del rendimiento de redes de gran escala, identidad segura y herramientas para la gestión de accesos, así como capacidades para agendar circuitos de alto rendimiento y gran ancho de banda. Actualmente está formada por 212 universidades de Estados Unidos y otras 60 compañías tecnológicas como Comcast, Microsoft, Intel, AMD, Sun Microsystems y Cisco Systems. Algunas de las tecnologías que han desarrollado han sido IPv6, IP Multicast y Calidad de Servicio (QoS).
Los miembros de Internet2 participan en varios consejos consultivos, colaboran en una variedad de grupos de trabajo y grupos de intereses especiales, se reúnen en encuentros de primavera y otoño, y son estimulados para participar en procesos de planificación estratégica.

## Historia
A medida que Internet fue ganando reconocimiento público y popularidad, las universidades fueron las primeras instituciones en sobrepasar las limitaciones del ancho de banda de internet debido a los requisitos de transferencia de datos enfrentados por los investigadores académicos que necesitaban colaborar con sus colegas. Algunas universidades quisieron dar soporte a aplicaciones de alto rendimiento, como las utilizadas en la minería de datos, en procesamiento de imágenes médicas o física de partículas. El resultado fue la creación de un Servicio de Backbone de Red de Muy Alto Rendimiento (o vBNS, por su sigla en inglés), desarrollado en 1995 por Andrés Arisa y la MCI, creado para las supercomputadoras de las instituciones educativas. Tras la expiración del acuerdo con la NSF, vBNS cambió hacia la provisión de servicios al gobierno estadounidense. Como resultado, la comunidad educativa y de investigación creó Internet2 para satisfacer sus necesidades de red.
El Proyecto Internet2 fue establecido en 1996 por investigadores de 34 universidades bajo el auspicio de EDUCOM (renombrado después a EDUCAUSE), y fue organizada formalmente como la Corporación Universitaria para el Desarrollo de Internet Avanzado (UCAID) en 1997. Posteriormente su nombre fue modificado a Internet2. Internet2 es una marca registrada. La sede central del Consorcio Internet2 se encuentra ubicada en Michigan, Estados Unidos, y posee oficinas en Washington D. C.
La comunidad Internet2, en colaboración con Qwest, construyeron la primera red de Internet2, llamada Abilene, en 1998, y fue un inversor inicial en el proyecto National LambdaRail (NLR). Entre 2004 y 2006, Internet2 y NLR mantuvieron discusiones extensivas sobre una posible fusión. Las conversaciones fueron suspendidas definitivamente en 2007.
En 2006, Internet2 anunció un contrato de colaboración con Level 3 Communications para lanzar una nueva red de alcance nacional, aumentando la capacidad de 10 Gbits/s a 100 Gbits/s.[cita requerida] En octubre de 2007, Internet2 retiró oficialmente a Abilene y actualmente se refiere a su red de alta velocidad como la Red Internet2.

## Objetivos
Internet2 provee a las comunidades educativas y de investigación, de Estados Unidos, con una red que satisface sus requisitos intensivos de ancho de banda. La red en sí misma es dinámica, robusta y con un costo-eficiente de combinación entre red óptica y paquetes de red. Provee un enlace troncal de red de unos 100 GBits/s a más de 210 instituciones educativas, 70 corporaciones y 45 agencias gubernamentales y organizaciones sin fines de lucro en los EE. UU.
Los objetivos de Internet2 son:
- Desarrollar y mantener una red vanguardia .
- Explotar completamente las capacidades de conexiones de banda ancha a través del uso de aplicaciones de nueva generación.
- Transferir nuevos servicios de red y aplicaciones a todos los niveles de uso educacional, y eventualmente a toda la comunidad de internet.

El uso de la red varía desde aplicaciones colaborativas, experimentos de investigación distribuidos y análisis de datos basados en grillas o matrices hasta redes sociales. Algunas de estas aplicaciones se encuentran en diferentes niveles de comercialización, como IPv6, middleware open-source para acceso seguro a redes, VPN’s de capa 2 y redes de circuitos dinámicos.

## Características
Las velocidades mínimas son:[cita requerida]
- 622 Mbit/s para un miembro de I2 (universidades y socios).
- 50 Mbit/s para un usuario particular.

La principal finalidad de Internet 2 es la de proporcionar un ancho de banda fiable con el fin de poder brindar servicio a las comunidades de investigación y educación, un servicio que cada vez era más exigente. A día de hoy, Internet 2 es una organización sin ánimo de lucro cuya red es utilizada principalmente por comunidades de investigación y educación, por empresas y por el gobierno de Estados Unidos. En enero de 2016, esta red está formada por más de 1000 miembros.
Ésta red es capaz de ofrecer un ancho de banda de hasta 400Gbps, opera en la capa 3 de Internet y utiliza una serie de routers Juniper para establecer conexiones de 10Gbps entre los 9 nodos principales de la red. También se han establecido conexiones de hasta 100Gpbs entre los nodos más críticos.
La enseñanza, el aprendizaje e investigación, en colaboración, pueden requerir interconexión y altas conexiones de banda ancha en tiempo real. La infraestructura básica de Internet2 soporta esas aplicaciones, conocidas como Learning–ware. También han desarrollado otras aplicaciones para entornos de alta velocidad como los laboratorios virtuales (LAV), la telemedicina y la teleinmersión.
Para conectarse a Internet2 necesitas que tu red de alta velocidad esté conectada a un GigaPop de Internet2; también puedes conectarte a través de Internet usando un backbone. Aunque existen muchas similitudes con Internet, la nueva red no penetrante.
El uso de Internet como herramienta educativa y de investigación científica ha crecido aceleradamente debido a la ventaja que representa el poder acceder a grandes bases de datos, la capacidad de compartir información entre colegas y facilitar la coordinación de grupos de trabajo.
Internet 2 es una red de cómputo con capacidades avanzadas separada de la Internet comercial actual. Su origen se basa en el espíritu de colaboración entre las universidades del país y su objetivo principal es desarrollar la próxima generación de aplicaciones telemáticas para facilitar las misiones de investigación y educación de las universidades, además de ayudar en la formación de personal capacitado en el uso y manejo de redes avanzadas de cómputo.
Algunas de las aplicaciones en desarrollo dentro del proyecto de Internet 2 a nivel internacional son: telemedicina, bibliotecas digitales, laboratorios virtuales, manipulación a distancia y visualización de modelos 3D; aplicaciones todas ellas que no serían posibles de desarrollar con la tecnología del Internet de hoy.
En los Estados Unidos el proyecto que lidera este desarrollo es Internet2, en Canadá el proyecto CA*net3, en Europa los proyectos TEN-155 y GEANT, y en Asia el proyecto APAN. Adicionalmente, todas estas redes están conectadas entre sí, formando una gran red avanzada de alta velocidad de alcance mundial.
En Latinoamérica, las redes académicas de México CUDI, Brasil, Argentina RETINA y Chile REUNA ya se han integrado a Internet2.